# دوروثي ستراتن
دوروثي ستراتن (بالإنجليزية: Dorothy Stratten)‏‏ (28 فبراير 1960 في فانكوفر - 14 أغسطس 1980 في لوس أنجلس) بلاي بوي بلاي ميت، وممثلة، وعارضة من كندا.

## الحياة والعمل
وُلدت ستاتن في مستشفى جريس للأمومة في فانكوفر، كولومبيا البريطانية، في 28 فبراير 1960، لسيمون ونيلي هوجستراتن، الذين هاجروا من هولندا. في عام 1961، ولد شقيقها جون آرثر، وفي مايو 1968، شقيقتها لويز ستراتن.
في عام 1977، التحقت سترتين بالمدرسة الثانوية المئوية في كوكيتلام، كولومبيا البريطانية. في الوقت نفسه، كانت تعمل بدوام جزئي في سلسلة «ديري كوين» المحلية، حيث قابلت بول سنايدر ‏ مروج نادي «فانكوفر اريا» وكان قوادا والبالغ من العمر 26 عامًا، الذي بدأ مواعدتها. في وقت لاحق، كان لدى سنايدر مصور يلتقط صورا عارية احترافية لها والتي تم إرسالها إلى مجلة بلاي بوي في صيف عام 1978. كانت تحت سن 19 عامًا (سن الرشد) في كولومبيا البريطانية، لذلك كان عليها إقناع والدتها بالتوقيع علي نموذج الإصدار. 
في أغسطس 1978، انتقلت إلى لوس أنجلوس، حيث تم اختيارها كمتسابقة نهائية في مسابقة زميل اللعب لمجلة بلاي بوي في الذكري ال 25.  الحق بها سنايدر في أكتوبر، وفي يونيو من العام التالي، تزوجا. مع اختصار لقبها ليكون ستراتن، في أغسطس 1979 أصبحت ملكة جمال بلاي بوي، وبدأت العمل بدور الارنب في نادي بلاي بوي في سنتشوري سيتي، لوس أنجلوس.  كان لدى هيو هيفنر آمال كبيرة في أن يكون لدى ستارتن نجاح كبير كممثلة. ظهرت في حلقات المسلسل التلفزيوني باك روجرز وجزيرة الفانتازيا، كما لعبت أدوارًا صغيرة في عام 1979 في امريكاثون وكوميديا الأسطوانة الديسكو، الولايات المتحدة الأمريكية، ودور رائد في فيلم ولد في الخريف.
في عام 1980، أصبحت زميلة العام لمجلة بلاي بوي ، مع التصوير من قبل ماريو كاسيلي. لعب ستراتن أيضًا دور البطولة في محاكاة ساخرة للخيال العلمي في جالكسانيا.
يقال إن هيفنر شجع ستراتن على قطع العلاقات مع سنايدر، ووصفه «بالإحتيال والقوادة».  حذرت روزان كاتون والأصدقاء الآخرون ستراتن من سلوك سنايدر. بدأت ستارتن علاقة غرامية مع بيتر بوغدانوفيتش بينما كان يدير فيلم جميعهم يضحكون عام 1981، وكان الهدف منه ان يكون أول فيلم استديو كبير لها. استأجر سنايدر مخبرًا خاصًا لاتباع ستراتن. انفصلوا وانتقلت ستراتن مع بوجدانوفيتش، وكانت وقتها تخطط لتقديم طلب للحصول على الطلاق من سنايدر.
عندما وصلت ستارتن إلى Playboy Mansion لحضور حفل زميل اللعب في الذكرى 25، كانت خجولة وساذجة للغاية. كانت لا ترتاح للغاية مع العري والجنس. قام العديد من زملاء اللعب المعاصرين، بمن فيهم باميلا براينت، وجيل ستانتون، ومارسى هانسون، بتكوين صداقة مع ستراتن وحمايتها من بعض أصدقاء هيفنر الذين يعتبرونهم مفترسين.
في محاولة للتنافس مع بوب جوثيون الذي ظهر في كثير من الأحيان في تصميمات مع عارية بنثوث بيت، تم تصويره صوره مع ستراتن وهي عارية وهنفر. ومع ذلك، تم سحبها بعد وفاتها وقبل أيام قليلة من الطباعة.

## الجوائز
حصلت دوروثي ستراتن على الجوائز الآتية:
- بلاي بوي بلاي ميت

## روابط خارجية
- دوروثي ستراتن على موقع IMDb (الإنجليزية)
- دوروثي ستراتن على موقع الموسوعة البريطانية (الإنجليزية)
- دوروثي ستراتن على موقع أول موفي (الإنجليزية)
- دوروثي ستراتن على موقع قاعدة بيانات الأفلام السويدية (السويدية)
- دوروثي ستراتن على موقع إن إن دي بي (الإنجليزية)
- دوروثي ستراتن على موقع قاعدة بيانات الفيلم (الإنجليزية)